# Dirk Rohmann

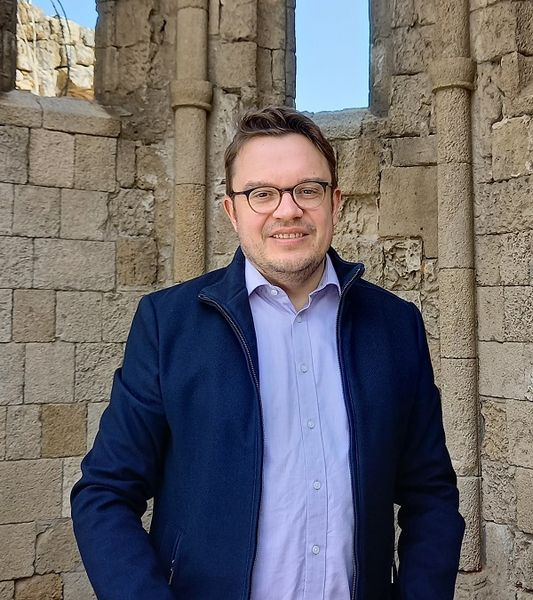
Dirk Rohmann (2022)

Dirk Rohmann (* 6. Mai 1975 in Witten) ist ein deutscher Althistoriker.
Dirk Rohmann studierte Geschichte und Latein an den Universitäten Bochum und Tübingen, wo er für seine Abschlussarbeit den Förderpreis des historischen Instituts erhielt. Von 2001 bis 2002 arbeitete er als Redakteur für die Enzyklopädie Der Neue Pauly, danach war er Stipendiat an der Ludwig-Maximilians-Universität München, wo er 2004 bei Martin Zimmermann über das Thema Gewalt und politischer Wandel im 1. Jh. n. Chr. promoviert wurde und anschließend eine Assistentenstelle vertrat.
Von 2005 bis 2008 war Rohmann Feodor-Lynen-Stipendiat der Alexander-von-Humboldt-Stiftung. Er war Dozent an der University of Colorado at Boulder, wobei er zweimal das William M. Calder III-Fellowship erhielt und zum Themenkreis „Christliche Polemik in der Spätantike“ forschte. Von 2008 bis 2009 Forschungsstipendiat an der Universität Bonn, war er anschließend von 2009 bis 2012 als Wissenschaftlicher Mitarbeiter (Research Associate) an der University of Manchester tätig. Von 2013 bis 2014 war Rohmann Stipendiat im Exzellenzcluster Topoi am Max-Planck-Institut für Wissenschaftsgeschichte in Berlin. Dort arbeitete er über ungleicharmige Waagen in Antike und Spätantike. Von 2014 bis 2017 war er Research Associate an der University of Sheffield; Arbeitsschwerpunkt in Sheffield war die Erstellung einer Datenbank zu Netzwerken spätantiker Kleriker im Exil.
Im Jahr 2016 erschien seine zweite Monographie, Christianity, Book-Burning and Censorship in Late Antiquity, mit der er sich nach der Rückkehr nach Deutschland im Januar 2018 an der Humboldt-Universität zu Berlin auch habilitierte. Vom Wintersemester 2017/18 bis zum Wintersemester 2019/20 war Rohmann Lehrkraft für besondere Aufgaben in Alter und Mittelalterlicher Geschichte an der Universität Wuppertal. Im Sommersemester 2019 vertrat er zudem die Professur für Alte Geschichte in Wuppertal, im Sommersemester 2020 lehrte er an der Universität Kassel. Von 2020 bis 2022 empfing er ein Forschungsstipendium der Gerda Henkel Stiftung für ein Projekt zum Hellenismus. Vom Sommersemester 2022 bis zum Wintersemester 2023/24 lehrte Rohmann in Vertretung von Sabine Panzram an der Universität Hamburg. Seit 2024 hat er zunächst in Wuppertal, dann an der Heinrich-Heine-Universität Düsseldorf eine Eigene Stelle in der DFG-Einzelförderung für ein Projekt zum Transfer zwischen hellenistischer Geschichtsschreibung und antikem Christentum.
Epochale Schwerpunkte Rohmanns sind die Spätantike mit Übergang zum Frühmittelalter (Westen und Osten), Römische Republik und Kaiserzeit sowie der Hellenismus. Zu den thematischen Schwerpunkten zählen Gewalt in der Antike, Buchgeschichte und Zensur, antike Geschichtsschreibung, Digital Humanities und die Geschichte der Balkenwaage. In seiner Dissertation (Gewalt und politischer Wandel im 1. Jh. n. Chr.) fragte Rohmann nach den Gründen für die Darstellung exzessiver Gewalt in der frühkaiserzeitlichen Literatur, die dort häufiger als in den literarischen Werken anderer Epochen der Antike anzutreffen sei. In dieser Arbeit, die als wichtige Studie gewürdigt wurde, erklärt er die Gewaltdarstellungen mit dem veränderten sozio-kulturellen Umfeld und dem gesteigerten Sicherheitsbedürfnis der römischen Oberschichten. Das Forbes Magazine empfahl Rohmanns Werk Christianity, Book-Burning and Censorship in Late Antiquity, welches argumentiert, dass christliche Autoren Bücher als Körper gesehen hätten, die von Dämonen bewohnbar seien, die im Feuer vernichtet würden. Er verfasste außerdem Beiträge in Sammelbänden und althistorischen Fachzeitschriften (unter anderem Hermes, The Classical Quarterly, Klio, Historia, Vigiliae Christianae sowie Greek, Roman, and Byzantine Studies), Fachbesprechungen unter anderem in der Historischen Zeitschrift und The Journal of Roman Studies, des Weiteren Artikel in Enzyklopädien wie beispielsweise dem Neuen Pauly.

## Schriften (Auswahl)
Monographien und Bücher als Autor
- Psychologie in der hellenistischen Geschichtsschreibung (= Palingenesia. Band 137). Franz Steiner, Stuttgart 2023, ISBN 978-3-515-13473-6.
- Christianity and the History of Violence in the Roman Empire. A Sourcebook. UTB 5285, Tübingen 2019, ISBN 978-3-8252-5285-4.
- Christianity, Book-Burning and Censorship in Late Antiquity. Studies in Text Transmission (= Arbeiten zur Kirchengeschichte. Band 135). De Gruyter, Berlin/Boston 2016, ISBN 978-3-11-048445-8 (nordamerikanische Taschenbuchausgabe: Baylor University Press, Waco, Texas 2017, ISBN 978-1-4813-0782-6) (online).[7]
- Gewalt und politischer Wandel im 1. Jh. n. Chr. (= Münchner Studien zur Alten Welt. Band 1). Utz, München 2006, ISBN 3-8316-0608-0.

Herausgeberschaften
- mit Jörg Ulrich, Margarita Vallejo Girvés: Mobility and Exile at the End of Antiquity. Peter Lang, Berlin u. a. 2018, ISBN 978-3-631-73433-9.